# 스타크래프트 (시리즈)
스타크래프트(StarCraft)는 크리스 멧젠과 제임스 피니가 개발하고 블리자드 엔터테인먼트가 소유한 밀리터리 SF 미디어 프랜차이즈이다. 26세기 초를 배경으로 하는 이 시리즈는 코프룰루 구역이라고 알려진 우리 은하의 먼 지역에서 네 종족(적응력 있고 기동성 있는 테란, 끊임없이 진화하는 저그 곤충형 외계인, 강력하고 수수께끼 같은 프로토스, 신과 같은 젤나가 창조 종족) 간의 지배권을 놓고 벌이는 은하계 투쟁을 중심으로 한다. 이 시리즈는 1998년에 스타크래프트라는 비디오 게임으로 처음 출시되었다. 그 후 여러 다른 게임뿐만 아니라 8개의 소설화된 작품, 2개의 어메이징 스토리스 기사, 보드 게임 및 수집용 동상과 장난감과 같은 다른 라이선스 상품으로 확장되었다.
블리자드 엔터테인먼트는 1995년에 멧젠과 피니가 이끄는 개발팀과 함께 스타크래프트 기획을 시작했다. 이 게임은 1996년 E3 1996에서 데뷔했으며 수정된 워크래프트 II: 타이드 오브 다크니스 게임 엔진을 사용했다. 스타크래프트는 또한 블리자드 엔터테인먼트의 영화 부서의 시작을 알렸다. 이 게임은 시리즈의 스토리에 필수적인 고품질 시네마틱을 도입했다. 스타크래프트의 원래 개발팀 대부분은 게임의 확장팩인 브루드 워 작업에 복귀했다. 그 게임의 개발은 스타크래프트가 출시된 직후에 시작되었다. 2001년, 스타크래프트: 고스트는 Nihilistic Software의 지휘 아래 개발을 시작했다. 시리즈의 이전 실시간 전략 게임과는 달리, 고스트는 잠입-액션 게임이 될 예정이었다. 3년간의 개발 끝에 2004년에 게임 작업은 연기되었다. 진정한 RTS 속편인 스타크래프트 II: 자유의 날개 개발은 2003년에 시작되었다. 이 게임은 2007년 5월에 발표되었고 2010년 7월에 출시되었다. 스타크래프트 II는 2013년 3월에 출시된 스타크래프트 II: 군단의 심장 확장팩으로 이어졌다. 세 번째이자 마지막 스타크래프트 II 작품인 공허의 유산은 2015년 11월에 출시되었다. 2016년에는 9개의 미션으로 구성된 싱글 플레이어 팩인 노바 비밀 작전이 DLC 형태로 출시되었다.
원작 게임과 그 확장팩은 당대 벤치마크 실시간 전략 게임 중 하나로 칭찬받았다. 이 시리즈는 전 세계적으로, 특히 대한민국에서 견고한 팬층을 확보했으며, 프로 선수와 팀들이 경기에 참여하고, 후원을 받으며, TV 중계 경기에서 경쟁한다. 2007년 6월까지 스타크래프트와 브루드 워는 총 1천만 장 가까이 팔렸다. 스타크래프트 II: 자유의 날개와 그 속편들도 비슷한 찬사를 받았으며 매우 잘 팔렸다. 2017년 말까지 프랜차이즈의 총 수익은 10억 달러를 넘어섰다. 또한 이 시리즈는 2006년 워크 오브 게임에 별을 수여받았으며, 2008년 기네스 세계 기록 게이머 에디션에서 4개의 기네스 세계 기록을 보유하고 있다.
2017년 3월 27일, 블리자드는 오리지널 스타크래프트의 리마스터 버전인 스타크래프트: 리마스터를 발표했으며, 주요 업데이트는 최신 그래픽과 수정된 대화 및 오디오였다. 2017년 현재, 오리지널 스타크래프트, 그 확장팩 브루드 워, 스타크래프트 II: 자유의 날개는 블리자드 웹사이트에서 무료로 다운로드하여 플레이할 수 있다.

## 스토리

### 배경 이야기
이 이야기는 코프룰루 구역으로 알려진 우리 은하의 한 부분에서 세 종족의 활동에 초점을 맞춘다. 게임의 어떤 사건이 발생하기 수천 년 전, 젤나가라는 종족은 순수한 존재를 만들기 위해 프로토스를 유전적으로 조작했고 나중에는 저그를 조작했다. 이 실험은 역효과를 내어 젤나가는 저그에 의해 거의 파괴되었다. 2499년 스타크래프트가 시작되기 수백 년 전, 지구의 강경한 국제 정부인 지구 집정 연합(UED)은 과잉 인구 문제 해결의 일환으로 식민지화 프로그램을 의뢰한다. 도중에 식민지 함선을 자동화하는 컴퓨터가 오작동하여 테란 식민지 개척자들을 프로토스 공간의 가장자리로 멀리 이동시킨다. 지구와 연락이 두절된 그들은 자신들의 이익을 유지하기 위해 다양한 파벌을 형성한다. 테란의 행동과 정신에 흥미를 느낀 프로토스는 인간을 관찰하기 위해 숨어 있으며, 그들의 지식 없이 다른 위협으로부터 그들을 보호한다. 그러나 저그는 테란의 사이오닉 잠재력을 활용하기 위해 그들을 동화시키려 한다. 이로 인해 프로토스는 저그 감염을 막기 위해 오염된 테란 식민지를 파괴해야 했다.

### 스타크래프트
스타크래프트는 이러한 첫 공격이 있은 지 며칠 후 시작된다. 지배적인 테란 정부인 테란 연합은 저그와 프로토스의 공격, 그리고 아크튜러스 멩스크가 이끄는 반란 활동 증가로 인해 공황 상태에 빠진다. 연합은 결국 멩스크의 반란군이 연합의 기술을 사용하여 저그를 연합 수도인 타소니스 공격으로 유인했을 때 멩스크의 반란군에게 굴복한다. 그 결과로 생긴 권력 공백에서 멩스크는 스스로를 새로운 테란 자치령의 황제로 자칭한다. 타소니스 공격 중 멩스크는 저그가 그의 사이오닉 부관인 사라 케리건을 포획하고 감염시키도록 허용한다. 이 배신으로 인해 멩스크의 또 다른 사령관인 짐 레이너는 소수의 군대를 이끌고 그를 버린다. 케리건과 함께 주 하이브 군락으로 후퇴한 저그는 태사다르와 암흑 기사 제라툴이 지휘하는 프로토스 병력의 공격을 받는다. 저그 정신체를 암살함으로써 제라툴은 의도치 않게 초월체가 프로토스의 고향 행성 아이어의 위치를 알게 한다. 초월체는 유전적 완벽함을 얻기 위해 프로토스를 동화시키기 위해 빠르게 침공을 시작한다. 암흑 기사 제라툴과 편을 들었다는 이유로 이단자로 자신의 백성에게 쫓긴 태사다르는 아이어로 돌아와 레이너와 기사 피닉스의 도움을 받아 초월체를 공격하고 궁극적으로 자신을 희생하여 생명체를 죽인다.

### 브루드 워
브루드 워에서는 제라툴과 아르타니스가 프로토스를 이끈다. 그들은 두 불신하는 프로토스 분파 사이의 연약한 동맹 아래 아이어의 생존 인구를 암흑 기사 모행성 샤쿠러스로 대피시키기 시작한다. 샤쿠러스에서 그들은 케리건에 의해 새로운 초월체가 부화에 들어갔음을 밝힌 후, 저그에 대한 케리건의 권력을 확보하기 위한 그녀의 탐구를 진전시키기 위해 저그를 공격하도록 오도된다. 한편, 지구는 코프룰루 구역에 개입하기로 결정하고 테란 자치령을 정복하고 새로운 초월체를 포획하기 위해 함대를 파견한다. 비록 자치령 수도 코랄을 성공적으로 점령하고 초월체를 노예화했지만, 멩스크를 포획하려는 UED의 노력은 케리건을 위해 일하는 이중 스파이 사미르 듀란에 의해 좌절된다. 케리건은 멩스크, 피닉스, 레이너와 동맹을 맺고 UED에 대항하여 코랄을 재탈환한다. 그녀는 동맹을 배신하고 피닉스와 듀크는 ensuing attacks에서 모두 죽는다. 케리건은 나중에 제라툴에게 새로운 초월체를 죽이도록 강요하여 저그 군단 전체에 대한 완전한 통제권을 얻는다. 프로토스, 자치령, UED의 보복 공격을 물리친 후 (그 결과 UED 함대의 마지막 잔당을 파괴), 케리건과 그녀의 저그 무리는 코프룰루 구역에서 지배적인 세력이 된다. 그러나 제라툴은 듀란이 프로토스-저그 혼종을 만들려는 음모를 비밀리에 밝혀내고, 듀란이 케리건의 하인이 아니라 "훨씬 더 큰 힘"의 하인임을 알게 된다.

### 자유의 날개
4년 후, 자유의 날개에서 케리건과 저그는 코프룰루 구역에서 사라지고, 프로토스는 다시 은하계에서 수동적인 역할을 맡는다. 한편, 레이너는 멩스크를 전복시키기 위해 레이너 특공대라는 혁명 그룹을 결성한다. 마 사라에서 레이너는 현지 주민들을 자치령의 통제에서 해방시키고 신비로운 젤나가 유물 조각을 발견한다. 저그가 다시 나타나 마 사라를 점령하고, 레이너는 그의 전투순양함 히페리온으로 대피를 조직해야 한다. 특공대는 멩스크를 약화시키고, 테란 행성에서의 빈번한 저그 감염을 막고, 군사 자산을 위한 사이오닉 개인들을 모으고, 혁명 자금을 조달하기 위해 수수께끼의 뫼비우스 재단에 판매할 젤나가 유물의 나머지 조각들을 찾는 일련의 임무를 수행한다. 곧이어 제라툴은 레이너가 저그-프로토스 혼종과 노예가 된 저그 군단이 테란과 프로토스를 전멸시키는 불길한 예언에 대한 환상을 공유할 수 있게 하는 사이오닉 수정체를 전달한다. 이 환상은 케리건만이 코프룰루 구역과 그 너머의 모든 생명체의 절멸을 막을 힘을 가지고 있음을 밝힌다. 더 많은 유물 조각을 수집한 후, 특공대는 뫼비우스 재단의 비밀 후원자인 멩스크의 아들 발레리안 멩스크와 동맹을 맺는다. 마지막 유물 조각을 회수한 후, 발레리안과 레이너는 함께 저그 행성 차르를 침공하여 유물을 사용하여 케리건의 인간성을 회복시키고, 이로 인해 자치령 함대의 많은 부분을 희생하여 저그를 약화시킨다. 아크튜러스의 요원이 케리건의 목숨을 노리자 레이너는 그녀를 보호하고 의료 검사를 위해 그녀를 데려간다.

### 군단의 심장
군단의 심장에서 자치령은 레이너와 케리건이 숨어 있는 곳을 발견하고 그들을 공격한다. 케리건은 가까스로 탈출하지만 레이너와 헤어지고, 그가 붙잡혀 처형당했다는 소식을 듣자 군단의 통제권을 되찾고 멩스크에게 복수하기 위해 저그 영역으로 돌아간다. 그녀의 여정 중에 그녀는 제라툴과 조우하고, 제라툴은 그녀에게 저그의 원래 모행성인 제루스로 가라고 조언한다. 그곳에서 그녀는 칼날 여왕으로서의 힘을 되찾고 이전보다 더 강해져서, 아몬이라는 타락한 젤나가가 저그를 전쟁하는 군단으로 만들었으며, 하나의 지배적인 의지에 묶여 있다는 것을 알게 된다. 프로토스-저그 혼종을 포함한 아몬의 하수인 군단과 대면한 후, 멩스크는 케리건에게 레이너가 아직 살아있다고 알리고 그를 인질로 삼아 그녀를 협박하여, 그녀가 히페리온과 협력하여 그가 갇힌 위치를 찾아 구출할 때까지 비밀로 유지한다. 자신이 인간성을 버렸다는 것을 본 레이너는 그녀를 회복시키기 위해 모든 노력을 기울였음에도 불구하고 그녀가 자신을 사랑한다는 고백에도 불구하고 그녀를 거부하고 그녀와 헤어진다. 케리건은 코랄로 시선을 돌리고 멩스크를 완전히 무너뜨리기 위해 군대를 보낸다. 그들의 대결 중에 멩스크는 유물을 사용하여 그녀를 immobilize하지만 레이너가 그녀를 보호하기 위해 나타나고, 멩스크는 결국 케리건에 의해 죽는다. 멩스크의 아들 발레리안이 자치령을 통제하게 되자 케리건은 레이너에게 작별을 고하고 아몬과 그의 세력에 맞서기 위해 저그 군단을 이끌고 떠난다.

### 공허의 유산
공허의 유산에서 제라툴은 케리건과 저그 군단의 갑작스러운 공격을 이용하여 아몬의 부활의 정확한 위치를 파악하기 위해 아몬의 통제하에 있는 테란 시설을 침공한다. 정확한 위치를 얻은 후, 그는 고대 젤나가 사원으로 향하고 그곳에서 태사다르의 환상을 보는데, 태사다르는 그에게 테란이 소유하고 있는 유물을 가져오라고 촉구한다. 제라툴은 아몬의 귀환을 아르타니스에게 경고하기 위해 돌아오지만, 아르타니스는 자신의 군대를 이끌고 아이어를 되찾을 계획을 진행하기로 결정한다. 아몬은 아이어에서 깨어나 칼라를 통해 프로토스 종족의 대다수를 통제한다. 칼라은 프로토스의 칼라이 파벌의 모든 감정을 하나로 묶는 텔레파시 유대이다. 제라툴과 암흑 기사인 네라짐만이 칼라에 연결되지 않았기 때문에 면역이며, 네라짐은 신경삭을 잘라 칼라와의 연결을 끊음으로써 가능한 한 많은 칼라이를 구출한다. 이 과정에서 제라툴은 아르타니스를 구하기 위해 자신을 희생한다. 고대 함선인 아둔의 창을 타고 행성에서 탈출한 후, 아르타니스는 제라툴이 제안한 대로 유물을 되찾고, 군대를 재편하고 아이어에 대한 또 다른 공격을 시작하기 위해 은하계에 흩어져 있는 많은 프로토스 부족들 사이에서 동맹을 모은다. 유물을 사용하여 아르타니스의 군대는 아몬의 정수를 억제하여, 그의 통제하에 있던 다른 칼라이 프로토스들이 신경삭을 잘라내고 아몬을 공허로 추방할 시간을 벌어준다.
공허의 유산 엔딩 후 짧은 에필로그에서 케리건은 아르타니스와 레이너의 도움을 요청하여 공허 안에서 아몬과 영원히 맞서 싸운다. 이 자리에서 그들은 젤나가의 마지막 생존자 오로스를 만나는데, 오로스는 아몬과 대등하게 맞서려면 케리건이 오로스 자신의 힘이 다했기 때문에 오로스의 정수를 물려받아 젤나가 자신이 되어야 한다고 밝힌다. 저그, 테란, 프로토스 병력의 도움을 받아 강화된 케리건은 아몬을 물리치고 흔적도 없이 사라진다. 2년 후, 케리건은 인간의 모습으로 레이너 앞에 나타나고, 레이너는 그녀와 함께 다시는 소식을 들을 수 없는 곳으로 떠나고, 저그, 테란, 프로토스 문명은 평화와 번영의 시대에 재건을 시작한다.

## 게임
| 1998      | 스타크래프트                    |
| 1998      | 스타크래프트: 인서렉션          |
| 1998      | 스타크래프트: 브루드 워         |
| 1998      | 스타크래프트: 리트리뷰션        |
| 1999      |                                 |
| 2000      | StarCraft 64                    |
| 2001–2009 |                                 |
| 2010      | 스타크래프트 II: 자유의 날개    |
| 2011–2012 |                                 |
| 2013      | 스타크래프트 II: 군단의 심장    |
| 2014      |                                 |
| 2015      | 스타크래프트 II: 공허의 유산    |
| 2016      | 스타크래프트 II: 노바 비밀 작전 |
| 2017      | 스타크래프트: 리마스터          |

스타크래프트 시리즈는 주요 스토리를 담고 있는 핵심 타이틀 세트를 포함한다. 이 게임들은 연대순으로 출시되었으며, 각 새로운 타이틀은 이전 타이틀에서 묘사된 사건들을 이어서 진행된다. 완전한 두 번째 게임인 스타크래프트 II: 자유의 날개는 브루드 워가 끝난 지 4년 후인 2010년에 출시되었다. 두 개의 확장팩인 군단의 심장과 공허의 유산 (둘 다 현재 독립형 게임)은 처음부터 계획되었으며, 전자는 2013년에, 후자는 2015년에 출시되었다.
메인 시리즈의 모든 게임은 실시간 전략 게임으로, 플레이어는 세 종족 각각의 군사 지휘관으로서 사건을 본다. 또한 두 개의 스핀오프 타이틀이 출시되었는데, 이들은 메인 스토리라인과 같은 시대를 배경으로 하는 다른 캐릭터와 설정을 중심으로 하는 원작의 공식 확장팩이다. 메인 시리즈와 마찬가지로 이 두 타이틀도 실시간 전략 게임이다. 세 번째 사람 액션-잠입 게임이 될 예정이었던 스핀오프 스타크래프트: 고스트는 개발 중이었지만 무기한 연기되었다.

### 스타크래프트
1998년 3월 31일 윈도우용으로 출시된 스타크래프트는 스타크래프트 시리즈의 첫 번째 비디오 게임이다. SF (장르) 실시간 전략 게임인 스타크래프트는 우리 은하의 먼 구역을 배경으로 한다. 이 게임의 맥 OS 버전은 1999년 3월 블리자드 엔터테인먼트에서 출시되었다. 스타크래프트, 브루드 워, 그리고 새로운 비밀 임무 "부활 IV"가 포함된 닌텐도 64 포트는 2000년 6월 13일 미국에서 출시되었다. 이 게임의 스토리는 테란 공간에 두 외계 종족이 나타나고 각 종족이 다른 종족보다 생존하고 적응하려는 시도를 중심으로 전개된다. 플레이어는 세 캠페인에 걸쳐 세 가지 역할을 맡는다. 연합 식민지 총독에서 혁명군 사령관이 되는 역할, 종족 동화 교리를 추진하는 저그 정신체, 그리고 저그로부터 프로토스를 방어하는 임무를 맡은 프로토스 함대 집행관이다. 스타크래프트는 곧 비평가들의 찬사를 받으며 수많은 상을 수상했다. 여기에는 "역대 최고의 실시간 전략 게임"이라는 평가와 2003년과 2005년 IGN 선정 역대 최고 게임 7위에 랭크된 것이 포함된다. 2007년에는 11위에 랭크되었다.
스타크래프트: 브루드 워는 블리자드 엔터테인먼트와 사파이어가 개발한 스타크래프트의 공식 확장팩이다. 1998년 12월 18일 미국에서 윈도우 및 맥 OS용으로 출시된 이 확장팩은 스타크래프트의 사건들을 직접적으로 이어서 진행된다. 확장팩의 스토리는 원작 게임의 결말 직후 며칠 후부터 이어진다. 프로토스가 종족의 생존을 위해 고군분투하는 것으로 시작하여, 지구 집정 연합이 현지 테란 문제에 개입하면서 이어진다. 프로토스와 이전에 침묵했던 지구 정부의 생계는 모두 사라 케리건과 그녀의 저그 무리의 끊임없이 증가하는 힘에 의해 위협받는다. 또한 이 확장팩은 새로운 기능과 개선 사항을 도입한다. 서로 다른 기능과 능력을 가진 총 7개의 새로운 유닛이 포함되어 있고, 인공지능 동작이 수정되었으며, 지형을 위한 새로운 그래픽 타일셋이 추가되었고, 게임의 레벨 에디터는 게임 엔진 내에서 컷신을 용이하게 하는 향상된 스크립팅 도구를 받았다. 이 확장팩은 원작 게임의 다양한 균형 문제를 해결하고, 전체 게임과 동등한 개발 노력, 그리고 스토리 중심의 싱글 플레이어 캠페인을 계속 이어가는 것에 대해 비평가들의 찬사를 받았다. 2017년 4월, 스타크래프트는 8년 만에 첫 업데이트를 받았고, 브루드 워는 PC와 Mac 모두에서 무료로 출시되었다.
2017년 8월 14일 출시된 게임의 리마스터 에디션인 스타크래프트: 리마스터는 원작의 게임플레이를 보존하면서 초고선명 그래픽, 블리자드의 현대적인 온라인 기능, 그리고 재녹음된 오디오(사운드트랙 및 음향 효과)를 지원한다. 2019년 7월 10일, 블리자드는 Carbot Animations에서 제작한 게임의 그래픽 오버홀 팩인 스타크래프트: 카툰을 출시했다. Carbot Animations는 그들의 첫 번째이자 가장 오래 지속된 스타크래프트 시리즈를 포함하여 여러 블리자드 관련 패러디 애니메이션을 제작했다. 그래픽 오버홀로서 이 효과는 스타크래프트: 리마스터의 모든 게임 모드 및 메뉴에 적용된다.
스타크래프트와 스타크래프트: 브루드 워 캠페인의 포트는 2011년에 스타크래프트 II의 팬 제작 모드로 "스타크래프트: 매스 리콜"이라는 이름으로 출시되었다. 이 모드는 오리지널 유닛, 캠페인, 숨겨진 미션을 포함하지만, AI 메커니즘을 포함한 스타크래프트 II 엔진을 사용하여 게임을 원작보다 훨씬 더 어렵게 만든다. 2019년에 완성되었으며 이후 사소한 기술 업데이트를 받았다.

### 스타크래프트 II
스타크래프트 II: 자유의 날개는 스타크래프트의 공식 속편으로, 2010년 7월 27일 블리자드 엔터테인먼트가 윈도우 및 MacOS용으로 출시했다. 이 게임은 2007년 5월 19일 대한민국에서 열린 월드와이드 인비테이셔널에서 사전 렌더링된 시네마틱 컷신 트레일러와 프로토스 게임플레이 시연과 함께 발표되었다. 게임의 새로운 기능에 대한 추가 시연은 이후 블리즈컨 및 기타 게임 컨벤션에서 선보였다. 이 게임은 새로운 3D 그래픽 엔진을 통합하고 하복 물리 엔진과 같은 새로운 기능을 추가한다. 스타크래프트 II는 또한 윈도우에서 다이렉트X 10 수준의 효과를 통합한다. 원래 단일 게임으로 구상되었던 스타크래프트 II는 개발 중에 세 부분으로 나뉘어 각 종족에 초점을 맞추었다. 기본 게임인 자유의 날개는 테란을 따르고, 두 개의 확장팩인 군단의 심장과 공허의 유산은 자유의 날개를 보완하고 저그와 프로토스의 관점에서 스토리를 더욱 발전시키기 위해 출시되었다. 자유의 날개 스토리는 브루드 워가 끝난 지 4년 후부터 이어지며 짐 레이너의 테란 자치령과의 투쟁을 중심으로 전개된다.
스타크래프트 II: 군단의 심장은 스타크래프트 II: 자유의 날개의 확장팩으로, 2013년 3월 12일 출시되었다. 스타크래프트 II 삼부작의 두 번째 작품이다. 이 확장팩에는 자유의 날개에서 추가 유닛과 멀티플레이어 변경 사항이 포함되어 있으며, 케리건과 저그 종족에 초점을 맞춘 캠페인이 계속 이어진다. 27개의 미션(20개의 메인 미션과 7개의 사이드 미션)으로 구성되어 있다.
스타크래프트 사가는 2015년 11월 10일 출시된 스타크래프트 II: 공허의 유산으로 최종적으로 완성된다. 스타크래프트 II: 공허의 유산은 세 종족 모두에 새로운 유닛이 추가되고 기존 유닛이 변경되며, 게임의 경제적 측면에 획기적인 변화를 가져오는 독립형 게임이다. 스타크래프트의 이야기는 프로토스 종족이 그들의 고향 행성을 되찾고 케리건이 궁극적으로 우주 전체에 가장 큰 위협을 물리치는 퀘스트를 따라가면서 마무리된다. 이 게임은 3개의 미션으로 구성된 프롤로그, 19개의 미션으로 구성된 메인 스토리 캠페인, 그리고 모든 것을 마무리하는 3개의 미션 에필로그로 나뉜다.
블리즈컨 2015에서 "스타크래프트 II의 미래" 발표 중, 블리자드가 플레이어들이 스타크래프트 II에 계속 참여하도록 추가 미션 팩을 출시할 것이라고 밝혔다. 첫 번째 팩은 노바 비밀 작전이라고 불리며, 캐릭터 노바를 중심으로 전개될 것이다. 이 미션 팩은 총 9개의 새로운 미션으로 구성된 3개의 에피소드로 구성된다. 스타크래프트 II를 구매할 필요 없이 스타터 에디션으로 플레이할 수 있다. 첫 번째 에피소드의 출시일은 2016년 3월 29일이다.
동시에 블리자드는 카락스를 첫 무료 추가 캐릭터로 하여 공허의 유산의 협동전 모드에 새로운 사령관들이 DLC로 추가될 예정이라고 발표했다.

### 스핀오프 타이틀
스타크래프트의 성공은 두 개의 공식 추가 타이틀뿐만 아니라 실시간 전략 게임 이외의 장르로의 실패한 시도를 촉진했다.

#### 인서렉션
인서렉션은 스타크래프트용으로 출시된 첫 번째 애드온 팩이었다. Aztech New Media가 개발 및 퍼블리싱했지만, 블리자드 엔터테인먼트의 승인을 받았다. 1998년 7월 31일 PC용으로 출시되었다. 확장팩의 스토리는 스타크래프트의 첫 번째 캠페인 진행 중 연합 식민지를 중심으로 한다. 스타크래프트와 마찬가지로 플레이어는 세 가지 개별 캠페인에서 각 종족을 조종한다. 첫 번째 캠페인에서 테란 식민지 개척자들은 구역에 대한 저그 침략과 증가하는 분란전으로부터 자신을 방어하려고 시도한다. 두 번째 캠페인은 플레이어가 어떤 수단을 동원해서라도 식민지의 저그 감염을 제거하기 위해 파견된 프로토스 특공대를 지휘하게 한다. 마지막 캠페인에서는 플레이어가 저그 정신체의 역할을 맡아 지상에서의 모든 반대 세력을 분쇄하는 것을 목표로 한다. 확장팩에는 30개의 새로운 캠페인 미션과 100개 이상의 새로운 멀티플레이어 맵이 포함되어 있지만, 유닛 및 그래픽 지형 타일셋 형태의 새로운 콘텐츠는 포함되어 있지 않다. 인서렉션은 원작 게임의 품질이 부족하다는 평론가들의 비판을 받았으며, 널리 보급되지 않았다. 애드온은 블리자드 엔터테인먼트의 승인을 받았지만, 그들은 게임의 지원이나 가용성에 대해 어떠한 언급도 하지 않는다.

#### 리트리뷰션
리트리뷰션은 스타크래프트용으로 출시된 두 개의 공인 애드온 팩 중 두 번째이다. 이 애드온은 스타독이 개발하고 WizardWorks가 퍼블리싱했다. 1998년 후반에 PC용으로 출시되었다. 이 게임은 스타크래프트의 두 번째 캠페인을 배경으로 하며, 젤나가와 연결된 엄청난 힘을 가진 수정체를 획득하는 것을 중심으로 전개된다. 세 가지 캠페인으로 나뉘어 있으며, 플레이어는 프로토스 함대 집행관, 자치령 특공대 사령관, 저그 정신체 역할을 맡아 모두 자치령 식민지에서 수정체를 회수하고 가능한 한 빨리 행성 밖으로 빼내는 임무를 수행한다. 전작과 마찬가지로 리트리뷰션은 싱글 플레이어 캠페인과 수많은 멀티플레이어 레벨 외에는 새로운 게임플레이 기능을 포함하지 않는다. 이 애드온은 평론가들로부터 좋은 평가를 받지 못했으며, 대신 "평범하지만 적어도 도전적"이라는 평가를 받았다. 리트리뷰션 또한 널리 보급되지 않았으며, 블리자드 엔터테인먼트는 승인을 했음에도 불구하고 이 애드온의 지원이나 가용성에 대해 어떠한 언급도 하지 않는다.

#### 고스트
스타크래프트: 고스트는 블리자드 엔터테인먼트의 감독 아래 개발된 비디오 게임 콘솔용 전술 잠입 게임이 될 예정이었다. 2002년에 발표되었지만, 2004년 7월 Nihilistic Software에서 Swingin' Ape Studios로 개발팀이 변경되는 등 여러 문제로 인해 계속 지연되었다. 게임 개발에 대한 업데이트가 뜸해지고 그래픽과 게임 메커니즘이 구식이 되면서 블리자드가 게임을 취소할 것이라는 의심이 커졌다. 마침내 2006년 3월 24일, 블리자드는 게임 개발을 무기한 연기했다. 이 게임의 스토리는 노바라는 테란 자치령의 고스트 요원에 관한 것이다. 개발 지옥의 예시로 자주 언급되었지만, 2008년에 블리자드 엔터테인먼트는 이 게임을 취소된 것으로 명시하기를 거부했다. 2014년 8월 23일 폴리곤과의 인터뷰에서 크리스 멧젠은 스타크래프트: 고스트가 실제로 취소되었음을 확인했다. 2021년에는 게임에서 유출된 것으로 알려진 영상이 블리자드의 요청으로 삭제되기 전 온라인에 유출되었다.

#### Ares
블리자드는 아직 스타크래프트 기반 FPS 게임을 제작하지 않았다. 2019년 여름에는 스타크래프트: 아레스라는 두 번째 프로젝트가 있었는데, 블리자드가 대신 오버워치 2와 디아블로 IV 개발에 집중하면서 취소되었다. 액티비전 블리자드 CEO 바비 코틱은 아레스가 액티비전 임원들이 콜 오브 듀티 프랜차이즈보다 열등하다고 평가한 배틀필드 시리즈의 게임플레이를 채택한 것을 싫어했다.

## 개발

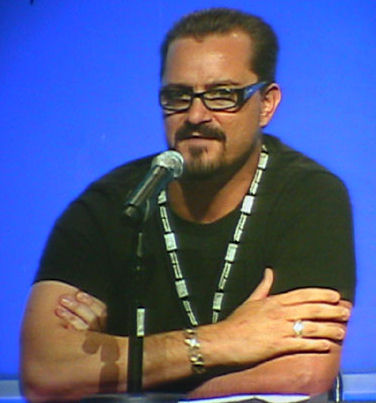
크리스 멧젠은 제임스 피니와 함께 스타크래프트 디자인을 이끌었고 시리즈의 가상 세계를 창조했다.

블리자드 엔터테인먼트는 1995년 디아블로 개발이 시작된 직후 스타크래프트 개발 계획을 시작했다. 개발은 크리스 멧젠과 제임스 피니가 이끌었으며, 그들은 또한 게임의 가상 세계를 창조했다. 워크래프트 II: 타이드 오브 다크니스 게임 엔진을 기반으로 한 스타크래프트는 1996년 E3 1996에서 데뷔했다. 이 게임의 성공은 두 개의 공식 추가 기능 개발로 이어졌으며, 둘 다 1998년에 출시되었다. 그러나 두 추가 기능 모두 비평가들에게 특별히 좋은 평가를 받지 못했다. 스타크래프트는 또한 블리자드 엔터테인먼트의 영화 부서의 데뷔를 알렸다. 이전에는 시네마틱 컷신이 게임에서 자주 벗어나는 단순한 채움재로 여겨졌지만, 스타크래프트와 나중에 브루드 워가 시리즈 스토리라인에 필수적인 고품질 시네마틱을 도입하면서 블리자드 엔터테인먼트는 이러한 인식을 바꾸고 그러한 컷신에 대한 기준을 높인 최초의 게임 회사 중 하나로 평가받는다.
스타크래프트의 성공은 또한 서드파티 개발사인 마이크로스타 소프트웨어(Microstar Software)가 1998년 5월에 무단 애드온 '스텔라 포스(Stellar Forces)'를 출시하도록 이끌었다. 블리자드 엔터테인먼트는 이 애드온이 무단이며 스타크래프트의 레벨 편집 소프트웨어를 사용하여 제작되었으므로 최종 사용자 라이선스 계약 위반이라고 주장하며 마이크로스타에 소송을 제기했다.
| “ | 우리는 우리의 자산과 관련된 무단 애드온의 판매 및 배포에 적극적으로 대처해야 한다고 믿는다. 우리의 의견으로는 스텔라 포스는 블리자드의 기준이나 고객의 기대치를 충족시키지 못한다. 게이머로서, 우리는 스타크래프트 경험에 가치를 더하지 않는 무단 애드온 제품의 판매를 막아야 할 의무감을 느낀다. | ” |

1998년 11월, 블리자드 엔터테인먼트는 마이크로스타 소프트웨어와의 소송에서 승소했다. 합의에 따라 마이크로스타는 미공개 금액의 징벌적 손해배상을 지불하고, 소유하고 있는 스텔라 포스 사본을 모두 파기하며, 블리자드 엔터테인먼트에 공식적으로 사과하기로 합의했다.
처음 두 개의 애드온 팩이 출시된 후, 블리자드 엔터테인먼트는 "브루드 워"라는 제목의 스타크래프트 공식 확장팩을 발표했다. 스타크래프트 개발을 담당했던 블리자드 엔터테인먼트 팀 대부분이 브루드 워 작업에 복귀했다. 브루드 워 개발은 스타크래프트 출시 직후에 시작되었으며, 블리자드 엔터테인먼트는 사파이어 팀원들의 도움을 받았다. 사파이어는 레벨, 시각 효과, 오디오 효과의 프로그래밍 및 디자인을 포함한 다양한 작업을 계약했다.
2001년, 스타크래프트: 고스트는 Nihilistic Software의 지휘 아래 개발을 시작했으며, 2003년 말까지 엑스박스, 플레이스테이션 2, 닌텐도 게임큐브용으로 출시될 예정이었다. 이전 실시간 전략 스타크래프트 타이틀과 달리, 고스트는 전술적인 3인칭 액션 게임이 될 예정이었다. 언론은 고스트가 택한 비디오 게임 콘솔 방향에 대해 긍정적이었지만, 게임은 계속 지연되었고, 2004년 3분기 동안 Nihilistic Software는 이 프로젝트와의 작업을 중단했다. 블리자드는 Nihilistic Software가 계약된 작업을 완료했으며 게임이 제때 출시될 것이라고 밝혔다. 이 게임은 출시되지 않았지만, 2021년에 게임에서 유출된 것으로 알려진 영상이 온라인에 유출되었다가 블리자드의 요청으로 삭제되었다.
스타크래프트 II는 원작이 출시된 지 거의 10년 후인 2007년 5월 19일 서울에서 열린 블리자드 월드와이드 인비테이셔널에서 발표되었다. 스타크래프트 II는 코드명 메두사로 개발 중이었으며, 윈도우 XP, 윈도우 비스타 및 MacOS에 동시 출시될 예정이었다. 블리자드는 2010년 7월 27일을 출시일로 발표했다. 게임 개발은 2003년 워크래프트 III: 프로즌 쓰론이 출시된 직후 시작되었다.

## 음악
오리지널 스타크래프트의 사운드트랙은 글렌 스태퍼드, 제이슨 헤이스, 트레이시 W. 부시가 담당했다. 스타크래프트 II의 사운드트랙은 데릭 듀크, 글렌 스태퍼드, 닐 에이커, 그리고 러셀 브로워가 담당했다. 블리자드의 오디오 디렉터인 브로워는 스타크래프트의 음악이 두 가지 기능을 수행한다고 제안했다. 게임 플레이 중 들리는 음악은 플레이어가 집중할 수 있도록 방해되지 않도록 설계되었으며, 시네마틱 간주에 붙는 음악만이 더 특징적으로 허용된다. 브로워는 또한 스타크래프트 II의 특정 음악 테마가 특정 캐릭터와 연관된다고 지적했는데, 이는 존 윌리엄스와 리하르트 바그너와 같은 작곡가들로부터 빌려온 수법이다.

### 스타크래프트
브로워는 오리지널 스타크래프트 시리즈의 대부분의 음악이 키보드로 제작되었다고 말했다.

### 스타크래프트 II
자유의 날개 사운드트랙의 원본 자료는 약 4시간 분량이다. 브로워는 인터뷰에서 그의 팀이 스타크래프트 II를 위해 영화 음악과 같은 느낌을 의식적으로 추구했다고 말했다. 블리자드에 제공된 짧은 해설에서 그는 스타크래프트 II: 자유의 날개의 오케스트라 음악이 샌프란시스코 심포니 오페라 단원 78명에 의해 연주되었고 캘리포니아 마린 카운티의 루카스필름 랜치 스카이워커 스테이지에서 아이메어 눈의 지휘 아래 "스카이워커 심포니 오케스트라"라는 이름으로 녹음되었다고 회상했다. 브로워는 또한 워싱턴 주 시애틀에서 32인조 합창단을 사용했다고 회상했다. 이 두 녹음 세션은 존 컬랜더가 믹싱했는데, 그는 이전에 피터 잭슨의 반지의 제왕과 비틀즈의 애비 로드 작업에 참여했다. 테란 컨트리 및 블루스 곡은 우드스톡의 드림랜드 스튜디오에서 녹음되었으며, 피터 가브리엘 밴드 멤버들이 연주했다. 여기에는 베이시스트 토니 레빈과 드러머 Jerry Marotta가 포함된다. 나머지 곡들은 블리자드 스튜디오에서 녹음되었으며, 로렌스 주버 (이전 윙스)와 토미 모건과 같은 음악가들이 연주했다. 사운드트랙에는 존 바쿠스 다이크스와 윌리엄 와이팅의 찬송가 Eternal Father, Strong to Save (1860)도 포함되어 있다.
군단의 심장 오케스트라 음악 또한 마린 카운티에서 녹음되었으며, 다시 컬랜더와 누네의 도움을 받아 스카이워커 심포니 오케스트라의 80명 연주자가 참여했다.
브로워는 2013년 인터뷰에서 공허의 유산에서도 연관 음악 테마 과정을 계속할 의향이 있다고 밝혔다.

## 각색 및 기타 미디어

### 소설화
스타크래프트 시리즈는 사이먼 & 슈스터가 출판한 최소 12권의 소설화된 작품과 한 권의 앤솔로지, 두 편의 단편 소설, 그리고 두 권의 그래픽 노블로 지원된다. 블리즈컨 2007에서 크리스 멧젠은 스타크래프트와 브루드 워 전체를 결정적인 텍스트 기반 이야기로 소설화하기를 희망한다고 밝혔다. 첫 번째 소설인 스타크래프트: 업라이징은 블리자드 엔터테인먼트 직원인 미키 닐슨이 썼으며, 원래는 2000년 12월에 eBook으로만 출시되었다. 이 소설은 캐릭터 사라 케리건의 기원을 다룬다. 두 번째 소설인 스타크래프트: 리버티스 크루세이드는 스타크래프트의 첫 번째 캠페인을 각색한 것으로, 시리즈의 주요 테란 캐릭터들을 따라가는 저널리스트의 이야기를 다룬다. 제프 그루브가 쓰고 2001년 3월에 출판된 이 소설은 페이퍼백으로 출시된 첫 번째 스타크래프트 소설이다. 2001년 7월에 출판된 스타크래프트: 젤나가의 그림자는 케빈 앤더슨이 Gabriel Mesta라는 필명으로 쓴 세 번째 소설이다. 이 소설은 스타크래프트와 브루드 워를 잇는 연결고리 역할을 한다. 판타지 작가 트레이시 히크먼이 네 번째 소설인 스타크래프트: 어둠의 속도를 쓰기 위해 초빙되었으며, 2002년 6월에 출판되었다. 어둠의 속도는 스타크래프트 초기 단계의 연합 해병의 시점에서 쓰였다. 전자책 업라이징을 포함한 처음 네 권의 소설은 나중에 2007년 11월 "스타크래프트 아카이브"라는 단일 앤솔로지로 재출시되었다.
다섯 번째 소설인 스타크래프트: 칼날 여왕은 2006년 6월에 출판되었다. 애런 S. 로젠버그가 쓴 이 소설은 짐 레이너의 시점에서 스타크래프트의 두 번째 캠페인을 소설화한 것이다. 이어서 2006년 11월에 출시된 스타크래프트 고스트: 노바는 연기된 스타크래프트: 고스트 게임의 캐릭터 노바의 초기 기원에 초점을 맞춘 책이다. 키스 R.A. 디캔디도가 쓴 이 소설은 스타크래프트: 고스트의 출시와 함께 나올 예정이었지만, 게임 연기에도 불구하고 계속되었다. 2007년, 블리자드의 워크래프트 시리즈 소설을 썼던 작가 크리스티 골든이 스타크래프트: 암흑 기사 사가라는 삼부작을 쓰기 위해 초빙되었다. 이 삼부작은 스타크래프트와 그 속편 스타크래프트 II 사이의 연결고리 역할을 한다. 첫 번째 작품인 Firstborn은 2007년 5월에 출판되었고 Shadow Hunters, 두 번째 소설은 2007년 11월에 출판되었다. 삼부작의 마지막 부분인 Twilight는 2009년 6월에 출시되었다. I, Mengsk는 2009년에 그레이엄 맥닐이 썼으며, 멩스크 가문 캐릭터의 기원에 초점을 맞춘다. 2010년 1월 키스 R.A. 디캔디도와 데이비드 게럴드는 노바와 같은 여러 캐릭터들이 "고스트"라고 불리는 첩보 요원으로 훈련받는 과정을 상세히 설명하기 위해 스타크래프트: 고스트 아카데미를 저술했고, 2011년 9월, 사이먼 & 슈스터는 스타크래프트 고스트: 노바 소설의 속편으로 스타크래프트 고스트: 스펙터를 출판했다. 티머시 잰은 2016년에 스타크래프트: 이볼루션을 출시했다.
이 외에도 블리자드 엔터테인먼트는 어메이징 스토리스 잡지에 "스타크래프트: 계시"와 "스타크래프트: 하이브리드"라는 두 편의 단편 소설을 공식적으로 승인했다. "계시"는 시리즈 개발자 크리스 멧젠과 블리자드 직원 샘 무어가 썼으며, 1999년 봄호 표지에 블리자드 아트 디렉터 샘와이즈 디디에의 그림과 함께 실렸다. "하이브리드"는 미키 닐슨이 썼고 다시 디디에의 삽화가 함께 실렸다. 이 단편 소설은 2000년 봄호에 출판되었다. 2008년 뉴욕 코믹콘에서 도쿄팝은 여러 스타크래프트 그래픽 노블을 제작할 것이라고 발표했다. 두 가지 시리즈가 발표되었다. 스타크래프트: 프런트라인은 4권으로 구성된 단편 소설 앤솔로지 시리즈이며, 스타크래프트: 고스트 아카데미는 키스 R.A. 디캔디도가 썼으며 노바와 같은 여러 캐릭터들이 "고스트"라고 불리는 사이오닉 암살자로 훈련받는 과정을 다룬다. 2010년에는 와일드스톰과 DC 코믹스가 제작한 스타크래프트 그래픽 노블이 출시되었는데, 이 작품은 마지막 임무를 수행하는 무법자들이 짐 레이너를 암살하는 내용을 다룬다.

### 상품
토이콤(ToyCom)은 스타크래프트의 캐릭터와 유닛을 기반으로 한 여러 액션 피규어와 수집용 조각상을 제작했다. 아카데미과학에서 제작한 여러 모형 키트도 출시되었는데, 해병과 히드라리스크의 1/30 스케일 버전이 전시되었다. 또한 블리자드 엔터테인먼트는 판타지 플라이트 게임즈와 협력하여 스타크래프트 세계관을 기반으로 한 보드 게임을 제작했다. 블리자드 엔터테인먼트는 또한 위저즈 오브 더 코스트에 Alternity 기반 게임인 스타크래프트 어드벤처를 제작할 라이선스를 부여했다.

### 히어로즈 오브 더 스톰
2015년, 블리자드는 히어로즈 오브 더 스톰을 출시했다. 이 게임은 플레이어가 아르타니스, 케리건, 노바, 레이너, 제라툴과 같은 스타크래프트 세계관의 15개 이상의 캐릭터를 플레이 가능한 영웅으로 조종할 수 있는 크로스오버 멀티플레이어 온라인 배틀 아레나 비디오 게임이다. 이 게임은 브락시스 항전과 핵탄두 격전지라는 두 개의 스타크래프트 테마 전장을 특징으로 한다. 테란 및 저그 테마와 같은 스타크래프트의 다양한 사운드트랙이 게임의 배경 음악으로 사용된다. 히어로즈 오브 더 스톰은 스타크래프트 II: 자유의 날개의 아케이드 기능의 일부로 "블리자드 도타"라는 사용자 지정 맵에서 시작되었다.

## 평가 및 문화적 영향
| 게임                         | 게임랭킹스         | 메타크리틱       |
| ---------------------------- | ------------------ | ---------------- |
| 스타크래프트                 | (PC) 93% (N64) 77% | (PC) 88 (N64) 80 |
| 인서렉션                     | 48%                | —                |
| 리트리뷰션                   | —                  | —                |
| 스타크래프트: 브루드 워      | 95%                | —                |
| 스타크래프트 II: 자유의 날개 | 92%                | 93               |
| 스타크래프트 II: 군단의 심장 | 86%                | 86               |
| 스타크래프트 II: 공허의 유산 | 88%                | 88               |

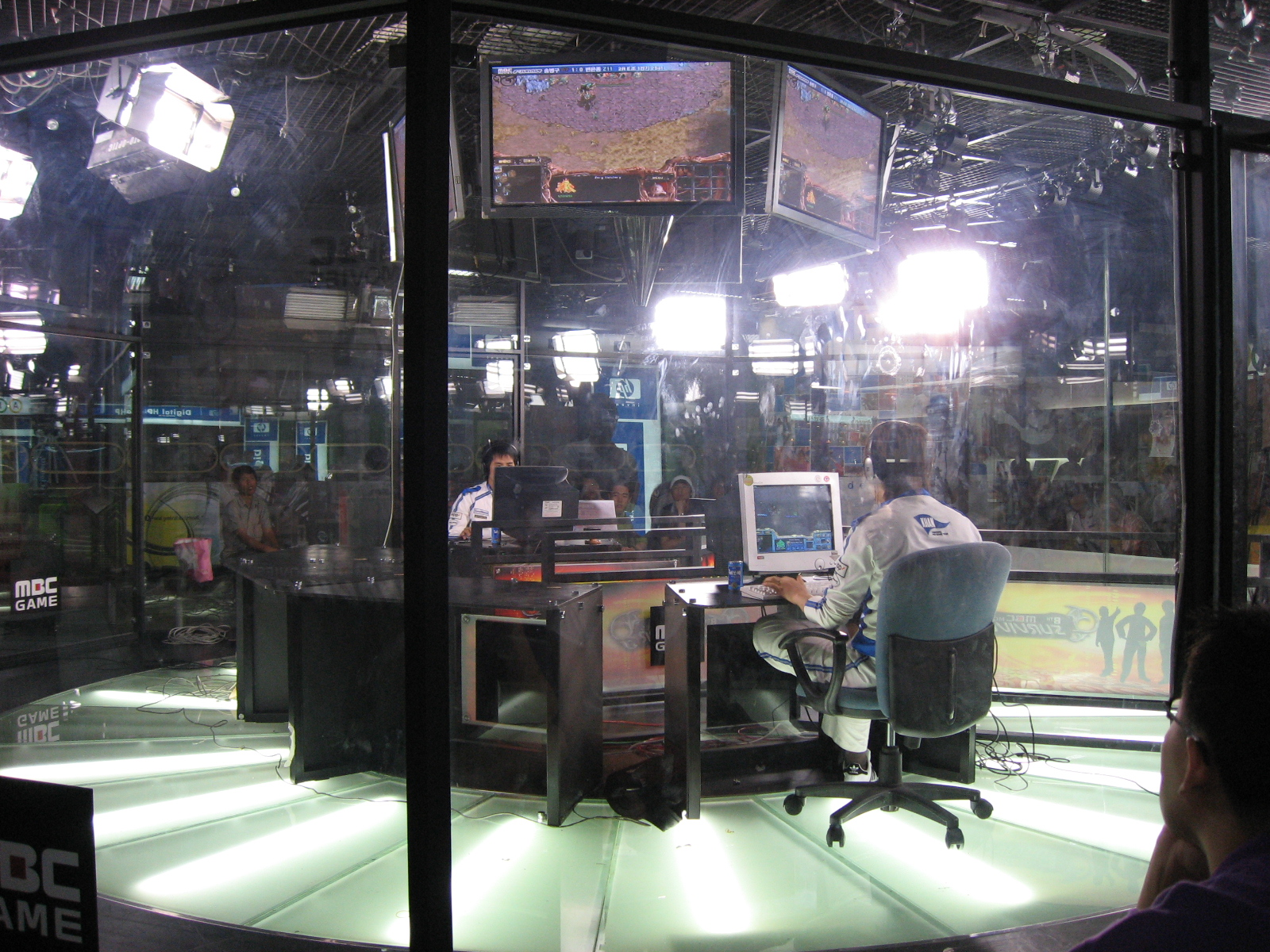
대한민국에서 MBC게임이 중계한 스타크래프트 경기

스타크래프트 시리즈는 상업적으로 성공했다. 출시 후 스타크래프트는 그 해 가장 많이 팔린 PC 게임이 되었으며, 전 세계적으로 150만 장 이상 판매되었다. 다음 10년 동안 스타크래프트는 전 세계적으로 950만 장 이상 판매되었으며, 이 중 450만 장은 대한민국에서 판매되었다. 스타크래프트의 초기 출시 이후, 블리자드 엔터테인먼트는 자사의 Battle.net 온라인 멀티플레이어 서비스가 800% 성장했다고 보고했다. 스타크래프트는 출시 10년 후에도 전 세계에서 가장 인기 있는 온라인 게임 중 하나로 남아 있었다. 출시 후 스타크래프트는 대한민국에서 빠르게 인기를 얻어 성공적인 프로게이머 장면을 구축했다. 대한민국의 프로게이머들은 틈새 미디어 유명인이며, 스타크래프트 게임은 게임 전문 TV 채널 3곳을 통해 방송된다. 스타크래프트는 수많은 올해의 게임상을 수상했으며, 종종 역대 최고의 실시간 전략 게임 중 하나로 평가받으며, 실시간 전략 게임에서 동등한 능력과 강점을 가진 진영이 아닌, 뚜렷하고 독특한 진영의 사용을 대중화한 것으로 널리 인정받는다.
인서렉션과 리트리뷰션은 특별히 좋은 평가를 받지 못했지만, 스타크래프트: 브루드 워는 일반적으로 매우 긍정적인 평가를 받았으며, 게임랭킹스 총점 95.00%를 기록했다. 잡지 PC 존은 브루드 워에 대해 짧지만 호의적인 평가를 내렸는데, "기다린 보람이 확실히 있었다"고 묘사했으며, 시네마틱 컷신에 대해 "사후 생각이라기보다는 이야기의 일부처럼 느껴진다"고 언급했다. IGN은 브루드 워의 개선 사항이 "핵심 게임플레이의 맛을 잃지 않으면서도 충분히 풍부하게 했다"고 밝혔고, 게임스팟은 확장팩이 전체 게임과 동일한 수준의 주의를 기울여 개발되었다고 언급했다.
1999년 넥스트 제너레이션은 워크래프트와 스타크래프트를 "역대 최고의 게임 50선" 중 32위에 선정하며, "스타크래프트는 혁신적인 캠페인 구조와 끝없는 멀티플레이어 재미를 위한 환상적인 게임 균형으로 모든 것을 한 단계 더 발전시켰다"고 평했다.
스타크래프트 II: 자유의 날개는 상업적으로나 비평적으로나 매우 좋은 성과를 거두었으며, 출시 후 48시간 이내에 180만 장이 판매되어 게임 산업 역사상 가장 많이 팔린 전략 게임 기록을 깼다. 이 게임은 게임랭킹스 총점 93%로 매우 긍정적인 평가를 받았으며, 게임스팟에서 "2010년 최고의 PC 게임"으로 선정되었다. 2012년 말까지 자유의 날개는 600만 장 이상 판매되었다. 이 성공은 첫 번째 확장팩인 스타크래프트 II: 군단의 심장의 출시로 이어졌는데, 이 게임은 게임랭킹스 총점 86%를 기록했다. 독립형 확장팩은 2013년 3월 12일 출시 후 이틀 만에 110만 장이 판매되었으며, 해당 분기 베스트셀러 PC 게임이었다. 세 번째 확장팩인 스타크래프트 II: 공허의 유산도 마찬가지로 좋은 평가를 받았으며, 게임랭킹스 총점 88%를 기록하고 출시 후 하루 만에 전 세계적으로 100만 장 이상 판매되었다.
스타크래프트 II 출시 이후, GOMTV 글로벌 스타크래프트 II 리그(GSL)와 같이 한국 및 다른 지역에서 여러 토너먼트가 개최되었다.
2018년 12월, 구글의 딥마인드 인공지능 시스템("알파스타")이 처음으로 스타크래프트 II에서 프로 선수들을 이겼다.

### 판매
2015년 말까지 이 시리즈는 게임 및 확장팩으로 1,760만 장 이상 판매되었다. 첫 번째 게임(브루드 워 포함)은 2009년까지 1,100만 장이 판매되어 역대 가장 많이 팔린 PC 전략 게임이 되었다. 2017년 말까지 이 프랜차이즈는 총 수익 10억 달러를 넘어섰다.